# Panicum paludosum
Panicum paludosum är en gräsart som beskrevs av William Roxburgh. Panicum paludosum ingår i släktet vipphirser, och familjen gräs. Inga underarter finns listade i Catalogue of Life.